# Sciophila concava
Sciophila concava är en tvåvingeart som beskrevs av Wu 1995. Sciophila concava ingår i släktet Sciophila och familjen svampmyggor.
Artens utbredningsområde är Beijing (Kina). Inga underarter finns listade i Catalogue of Life.